# BangBang (artiest)
B.A.N.G., artiestennaam van John Reilly (Zuidoost-Londen), is een Brits dichter, rapper en spoken-wordartiest van Ierse en Jamaicaanse komaf, die opvalt door zijn getatoeëerde uiterlijk.

## Levensloop
In Londen maakte hij een gewelddadige jeugd door. Hij raakte betrokken bij allerlei vormen van straatgeweld, was verslaafd aan harddrugs en werd aangeklaagd wegens poging tot doodslag. Nadat hij zijn verleden achter zich had gelaten, kwam hij in 2004, als danser, naar Amsterdam. Toen BangBang op de televisie een optreden van Kubus zag op Lowlands 2005, raakte hij erg onder de indruk van diens muziek. Hij nam contact op met Kubus en de twee besloten samen een album te gaan opnemen.
Het album Learning Curve, dat in 2007 uitkwam op Kubus' vaste label Top Notch kreeg lovende kritieken voor zijn mix van straatrap, zoals dat in Engeland wordt opgevoerd door Mike Skinner, volwassen hiphop en progressieve electrobeats. In hetzelfde jaar verscheen van dit album ook de versie Learning Curve Spoken Word, waarop BangBang de nummers in een spoken-wordversie voordraagt. Op 3 december 2007 raakte BangBang in opspraak nadat hij in een rechtstreekse uitzending TMF-vj Valerio van de bank had afgegooid, omdat deze hem tijdens een eerdere uitzending 'een duivel' genoemd zou hebben. Dit bleek later een stunt te zijn om aandacht te vragen voor de Rohingyas-vluchtelingen in Bangladesh, zo legde BangBang uit in televisieprogramma JENSEN!.
In februari van 2008 kwam de tweede plaat van Kubus en BangBang Pie & Mash uit, een dubbelalbum met 31 tracks. Ook deze plaat werd ontvangen met lovende kritieken. Op 19 februari 2008 startte MTV het programma Pie & Mash, waarin Kubus en BangBang op zoek zijn naar de "roots" van Bang Bang. Op 9 april maakten Kubus en BangBang bekend dat zij weggingen bij Top Notch, omdat zij de commerciële koers van de platenmaatschappij, met acts als The Opposites, niet zagen zitten. BangBang richtte hierop zijn eigen label Dog’s Bollocks op. Eind juni van dat jaar opende BangBang een onafhankelijke hiphopplatenzaak aan de Amstelveenseweg in Amsterdam, om lokale artiesten te kunnen promoten. In oktober verscheen op Top Notch nog wel het album Learning Curve Remixed, waarop dertien verschillende artiesten de nummers op Learning Curve Spoken Word van nieuwe muziek voorzagen.
Op 26 januari 2009 vocht BangBang in een kickbokswedstrijd tegen Shannon Gomes in de Escape te Amsterdam om geld in te zamelen voor waterputten in Bangladesh. Over zijn voorbereidingen op de benefietwedstrijd zond het programma 101 Barz op digitale zender 101 TV zeven afleveringen van de serie Fighting for Water uit. De organisatie schatte de dag na het evenement dat BangBang tussen de 12.000 en 13.000 euro had opgehaald.
BangBang houdt zijn leeftijd geheim. "Ik ben zo oud als Peter Pan", zegt hij in een interview met Nieuw Amsterdams Peil. Hij wil zijn leeftijd onthullen in een biografie, waar hij binnenkort aan zal gaan werken, zo zei hij in januari 2009.

## Veroordeling voor huiselijk geweld
In 2010 werd BangBang wegens huiselijk geweld van zijn ex-vriendin en kind veroordeeld tot acht maanden hechtenis, waarvan vier voorwaardelijk. Ook kreeg hij een contactverbod en een behandeling opgelegd. Hij had volgens de rechter zijn ex-vriendin en kind zowel fysiek als mentaal structureel mishandeld. Toen BangBang eerder in hetzelfde jaar in Japan zat, besloot zijn ex-vriendin hiervan aangifte te doen. In een interview met 3VOOR12 vertelde ze over jarenlange mishandeling en bedreiging waarvan ze al twee keer eerder aangifte had gedaan. Ook had ze een tijd ondergedoken gezeten in een Blijf-van-mijn-lijf huis. Na haar aangifte verbleef ze enige tijd in het buitenland.

## Discografie

### Uitgaven
| Jaar | Album                               | Album (vinyl) | Met producer   | Label     |
| ---- | ----------------------------------- | ------------- | -------------- | --------- |
| 2007 | Learning Curve                      | 12"-ep        | Kubus          | Top Notch |
| 2007 | Learning Curve, Spoken Word Edition |               |                | Top Notch |
| 2008 | Pie & Mash                          | Kubus         |                | Top Notch |
| 2008 | Learning Curve Remixed Mixtape      | Kubus         |                | Top Notch |
| 2009 | Fuck Suicide I'm Staying!!          | Kubus         | Dog's Bollocks |           |
| 2011 | Ice Cream For The Eskimo            |               | B.A.N.G.       |           |